# Victorinox

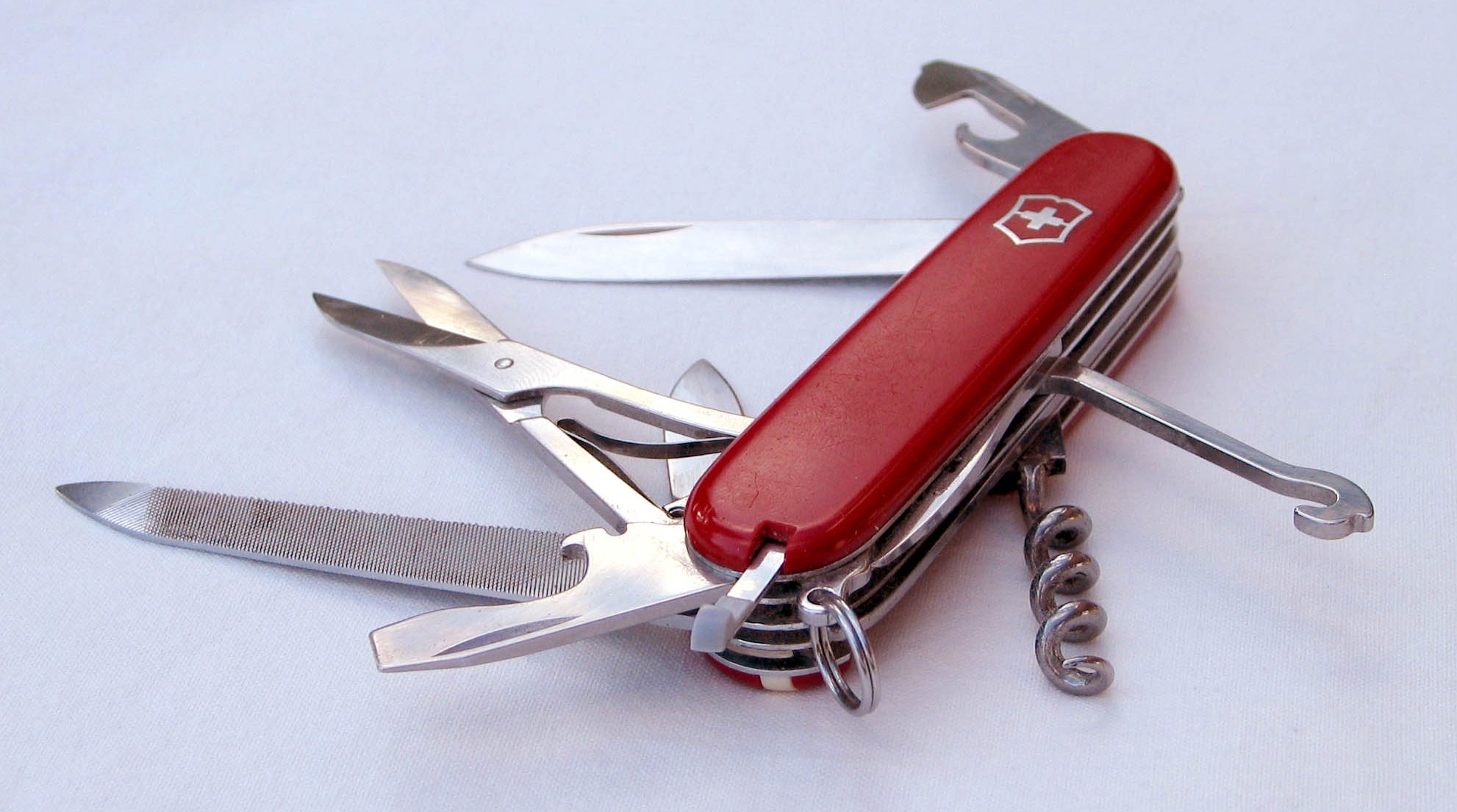

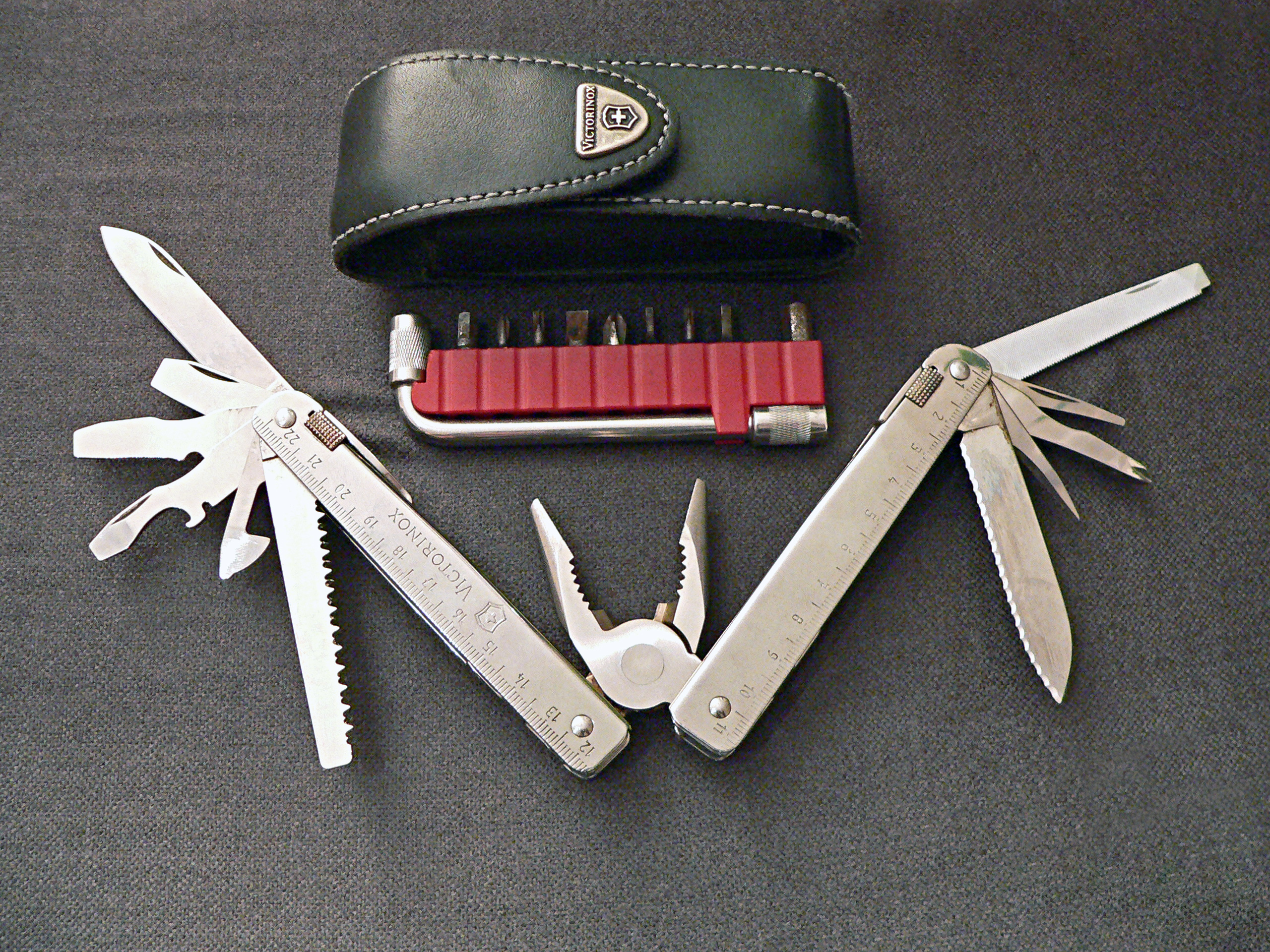
Victorinox modelo SwissTool X

A Victorinox é uma empresa suíça de materiais de cutelaria em inox, célebre por fabricar os canivetes suíços.
O fundador, Karl Elsener, abriu em 1884 sua fábrica, então chamada de Victoria em homenagem a sua mãe, com o objetivo de fabricar canivetes para os oficiais do Exército suíço.
No ano de 1918 Karl Elsener morreu deixando a fábrica na direção dos filhos Carl e Alois Elsener. 
Após a a criação do aço inox em 1921, o nome Victoria foi modificado pelos filhos de Karl para Victor + inox, resultando em Victorinox em homenagem aos seus avós Victor e Victoria.
O Canivete Suíço da Victorinox existe em mais de 100 modelos diferentes, sendo os mais elaborados os modelos "SwissTool X" e "SwissChamp", com 33 funções.
A agência espacial americana (NASA) utilizou o Canivete Suíço Victorinox modelo "Master Craftsman" como equipamento padrão entre as ferramentas em todas as missões do programa espacial Columbia.